# The Hoodlum
The Hoodlum é um filme mudo de comédia dramática produzido nos Estados Unidos e lançado em 1919.